# Maják Hornsund
Maják Hornsund (polsky: Latarnia Morska Hornsund, norsky: Hornsund fyr) stojí v polské polární stanici Hornsund v souostroví Špicberky na pobřeží ostrova Západní Špicberk v Severním ledovém oceánu.

## Popis
Maják byl instalován na polské polární stanici Hornsund v roce 2006. Maják je instalován na rohu budovy a je znám pod názvem UWE1. Byl pojmenován na počest docenta Piotra Głowackého, jehož přezdívka byla UWE. Maják slouží jako navigace přistávací plochy. Vzhledem k výskytu mnoha skalisek (šérů) v zátoce Bílého medvěda (norsky: Isbjørnhamna) lze plout po přesně vymezené plavební dráze a tak maják slouží i pro navigaci připlouvajících lodí. Maják má z tohoto důvodu i červené světlo. Maják není oficiálně registrován.

## Data
- výška světla 7 m n. m.
- výška věže 5,30 m
- záblesk světla v intervalu 10 sekund (5 s záblesk, 5 s pauza)

označení: není registrován.

## Galerie

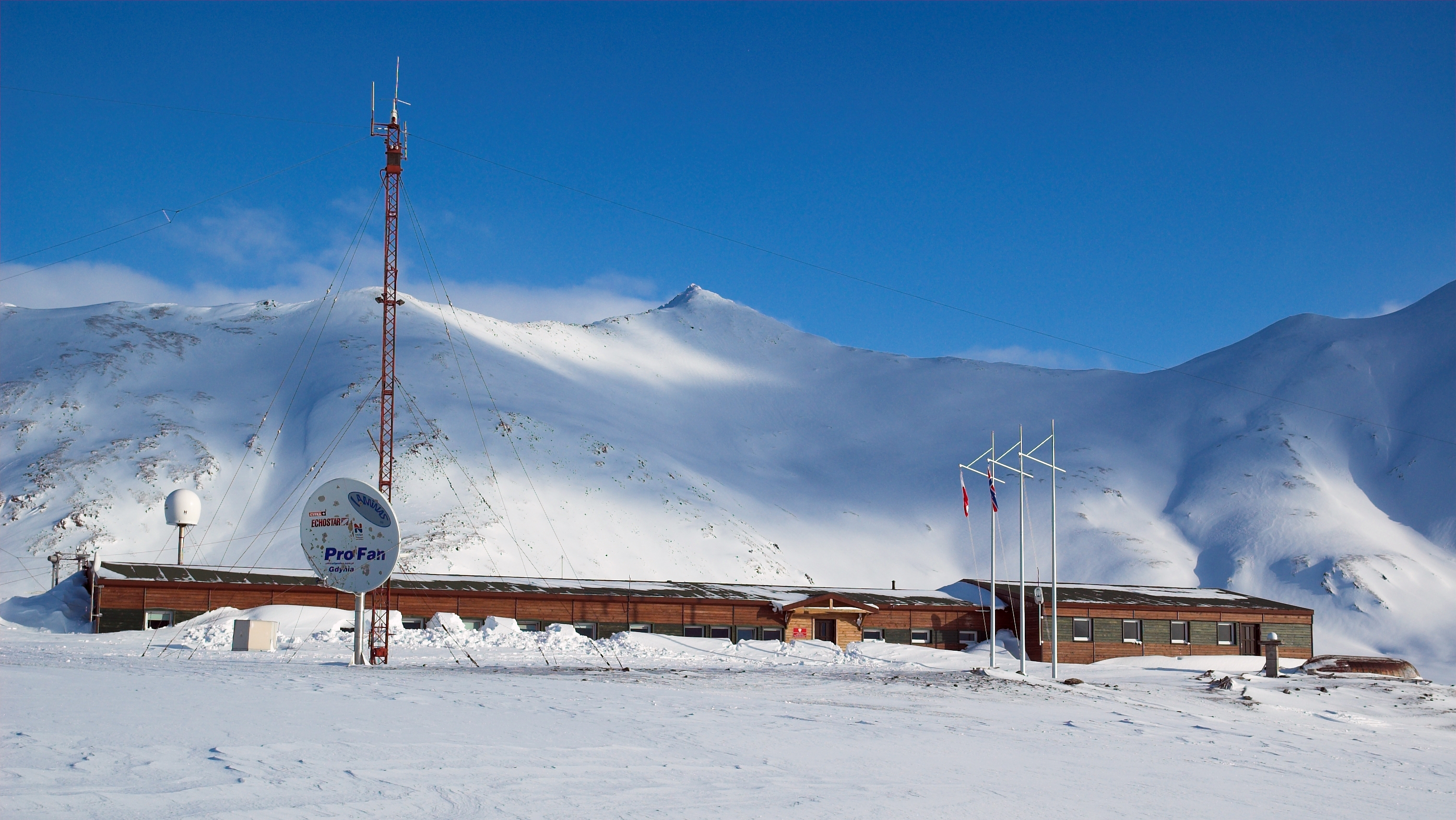
Polská polární stanice Hornsund
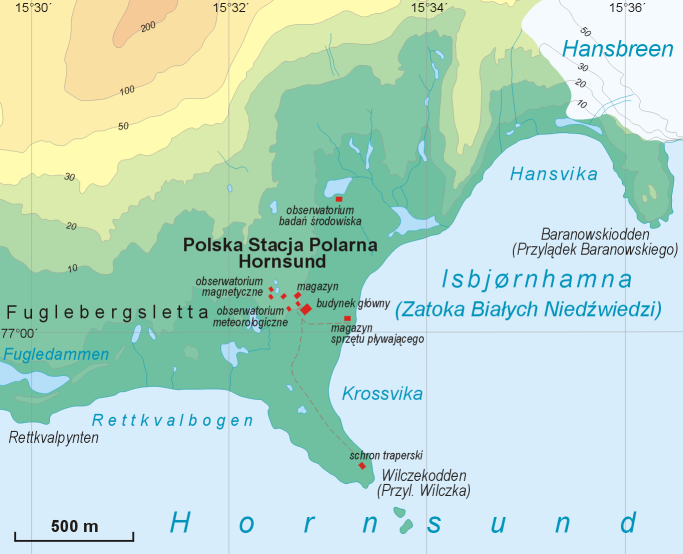
Mapa
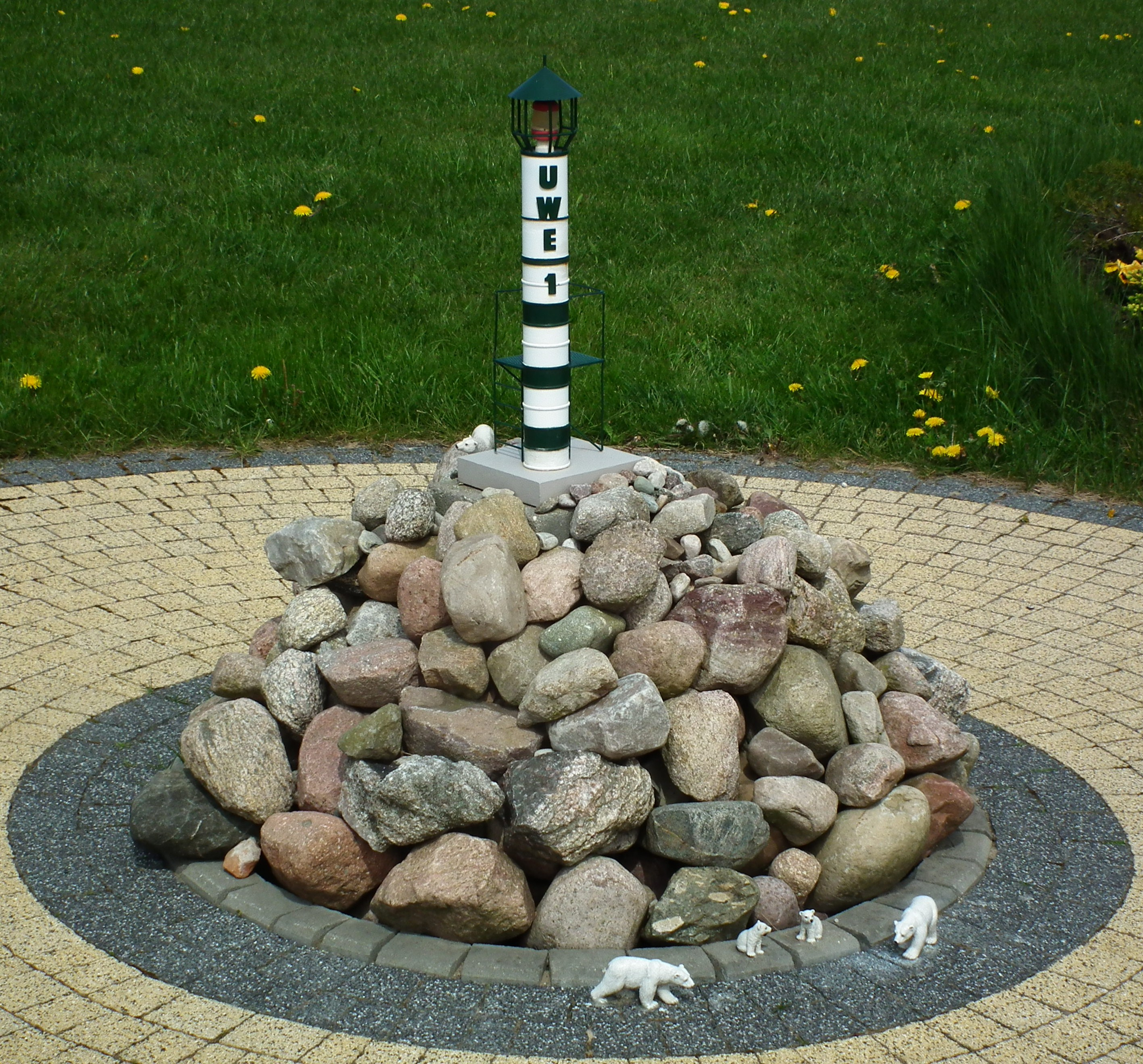
Niechorze - Park miniatur polských majáků